# Tipula (Pterelachisus) irregularis
Tipula (Pterelachisus) irregularis is een tweevleugelige uit de familie langpootmuggen (Tipulidae). De soort komt voor in het Palearctisch gebied.